# Bohumil Kubrycht
Bohumil Kubrycht (ur. 27 lipca 1886 w Pardubicach) – kolarz reprezentujący Czechy. Uczestniczył w igrzyskach olimpijskich w Sztokholmie w 1912 roku, gdzie w wyścigu indywidualnym zajął 88. miejsce.

## Występy na letnich igrzyskach olimpijskich

### Indywidualnie
| Igrzyska | Konkurencja         | Klasyfikacja | Klasyfikacja |
| Igrzyska | Konkurencja         | Czas         | Miejsce      |
| -------- | ------------------- | ------------ | ------------ |
| LIO 1912 | Wyścig indywidualny | 14-11:21.0   | 88.          |

### Drużynowo
| Igrzyska | Konkurencja      | Członkowie drużyny                                        | Klasyfikacja | Klasyfikacja |
| Igrzyska | Konkurencja      | Członkowie drużyny                                        | Czas         | Miejsce      |
| -------- | ---------------- | --------------------------------------------------------- | ------------ | ------------ |
| LIO 1912 | Wyścig drużynowy | Bohumil Rameš Václav Tintěra Jan Vokoun František Kundert | DNF          | DNF          |